# 1925 County Championship
Navigation
Édition précédente Édition suivante
Le 1925 County Championship fut le trente-deuxième County Championship. Le Yorkshire a remporté son quatorzième titre de champion et le quatrième de façon consécutive.
Les classements finaux étaient toujours décidés en calculant le pourcentage de points gagnés par rapport aux points possibles disponibles. Le nombre minimum de matches requis pour se qualifier pour le championnat a été porté à douze à domicile et à l’extérieur lors d’une saison de matches sans épreuve.

## Classement
| Equipe           | Pld | W  | L  | DWF | DLF | NR | Pts | %Fin  |
| ---------------- | --- | -- | -- | --- | --- | -- | --- | ----- |
| Yorkshire        | 32  | 21 | 0  | 3   | 3   | 5  | 117 | 86.66 |
| Surrey           | 26  | 14 | 2  | 4   | 2   | 4  | 84  | 76.36 |
| Lancashire       | 32  | 19 | 4  | 7   | 1   | 1  | 117 | 75.36 |
| Nottinghamshire  | 26  | 15 | 3  | 1   | 6   | 1  | 84  | 67.20 |
| Kent             | 28  | 15 | 7  | 1   | 1   | 4  | 79  | 65.83 |
| Middlesex        | 24  | 12 | 3  | 2   | 5   | 2  | 71  | 64.54 |
| Essex            | 28  | 9  | 7  | 5   | 5   | 2  | 65  | 50.00 |
| Warwickshire     | 26  | 8  | 11 | 4   | 2   | 1  | 54  | 43.20 |
| Hampshire        | 28  | 6  | 11 | 6   | 0   | 5  | 48  | 41.73 |
| Gloucestershire  | 28  | 9  | 13 | 3   | 3   | 0  | 57  | 40.71 |
| Northamptonshire | 24  | 9  | 12 | 0   | 3   | 0  | 48  | 40.00 |
| Leicestershire   | 26  | 7  | 13 | 3   | 2   | 1  | 46  | 36.80 |
| Sussex           | 30  | 9  | 16 | 1   | 3   | 1  | 51  | 35.17 |
| Derbyshire       | 24  | 5  | 12 | 2   | 4   | 1  | 35  | 30.43 |
| Somerset         | 26  | 3  | 15 | 4   | 2   | 2  | 29  | 24.16 |
| Worcestershire   | 26  | 5  | 18 | 0   | 3   | 0  | 28  | 21.53 |
| Glamorgan        | 26  | 1  | 20 | 1   | 2   | 2  | 10  | 8.33  |